# シンクレア・ルイス
シンクレア・ルイスことハリー・シンクレア・ルイス（英語: Harry Sinclair Lewis, 1885年2月7日 - 1951年1月10日）は、アメリカの小説家・劇作家・批評家。
アメリカ中西部の田舎町を舞台とした、典型的なアメリカ白人男性中心の中流社会像をアイロニカルかつ極めて写実的に描写した社会風刺的作品で世界的な名声を得る。

## 生涯
ミネソタ州ソークセンター（Sauk Centre）の医師エドウィン・ルイス（Edwin J. Lewis）の三男として生まれる。
1891年、生母エマ・カーモット（Emma Kermott Lewis）を失う。
幼い頃よりあまり活発でない痩せぎすの繊細な少年で、非常に厳格な父とは長らく折り合いが悪く、友人もあまり作れずに孤独な少年時代を過ごした。
13歳の時に軍楽隊のドラマーとして米西戦争に参加しようとして家出を敢行するが、果たせなかった。
1902年、オハイオ州にあるオーバリン大学付属のオーバリン学園（Oberlin Academy）に1年間通い、翌年のイェール大学への入学資格を得る。
大学在学中はニュージャージー州イングルウッドにアプトン・シンクレアが設立した実験的生活共同体ヘリコン・ホーム・コロニーで働いたり、パナマへ旅行に行ったりしていた為に卒業が1年遅れた。
また、田舎者丸出しで尊大に弁を打つ彼には故郷に居た時以上に友人ができなかったが、数少ない知人たちには自身が作家になる事を約束している。
そして学内誌にも自作の空想詩や掌篇小説を発表している。
卒業後はパルプ・マガジン『アドヴェンチャー』(Adventure) 等の雑誌社や新聞社の編集者および執筆者の職と住居を転々とし（カリフォルニア州モントレーの芸術家共同体カーメル）に住んでいた事もある）、ジャック・ロンドンに小説のプロット
を売却したり、1912年には初の単行本となる児童向け冒険活劇風の三文小説 Hike and the Aeroplane をトム・グレイアム名義で出版したりして糊口をしのぎながらも、着々と文才を磨いていく。
1914年、初のシリアス作品である Our Mr. Wrenn でシンクレア・ルイス名義での本格的デビューを果たす。
その後、数点の単行本と雑誌連載小説を執筆。
1921年、『本町通り』がピューリッツァー賞の小説部門で一旦はトップ受賞をしたが、選考委員会の審議により白紙撤回された。
1923年には『バビット』に大いに期待が持たれたが、結局受賞はならなかった。
1926年、『アロウスミスの生涯』で今度こそピューリッツァー受賞を果たすが、ルイスは「たった1つの作品や作家が他を差し置いて賞讃されるような、そんな抗争の場には共感しない」と受け取りを拒否
、同賞を辞退した初めての人物となった。
1930年、アメリカ人として初のノーベル文学賞を授与された。
受賞後の基調講演では、伝統的なアメリカ的価値観を功罪構わず無節操に賞揚するアメリカ文学界全体の現状を嘆きつつ、ドライサー、キャザー、ヘミングウェイらを始めとした、彼らと同世代の作家たちを賞讃している。20世紀前半のアメリカを代表する作家として、ヘミングウェイ、フォークナー、スタインベックら後進の先鞭を着けた功績は大きい。
多くの作品が舞台化・映画化されている一方で、1920から1930年代を中心に短編小説を数多くの雑誌や出版物で発表している。「コスモポリタン」誌に掲載された Little Bear Bongo（1936）はディズニーによってアニメ化された。
しかし、私生活においては2度の結婚を経験するものの、いずれも破局を迎えている。
1950年、数か月間イタリアのフィレンツェに滞在した後、ローマに移動して12月21日に病院へ入院。1951年1月10日、心臓麻痺のため死亡した。重度のアルコール中毒であったとも伝えられる。65歳であった。遺灰は故郷のソークセンターに埋葬された。

## 著作および舞台・映像作品
- Hike and the Aeroplane （1912） ※トム・グレイアム名義
- Our Mr. Wrenn （1914） ※シンクレア・ルイス名義でのデビュー作
- The Trail of the Hawk （1915）
- The Innocents （1917）
- The Job （1917）
- Free Air （1919）
  - Free Air （米、1922）※無声映画
- 『本町通り』 Main Street （1920）
  - 『本町通り』Main Street （米、1923） 監督：ハリー・ボーモント（Harry Beaumont）
  - I Married A Doctor （米、1936） 監督：アーチー・メイヨー （Archibald L. Mayo）
- 『バビット』 Babbitt （1922）
  - Babbitt （米、1924）※無声映画
  - Babbitt （米、1934）※トーキー
- 『アロウスミスの生涯』 Arrowsmith （1925） ※別訳題『ドクター アロースミス』
  - 『人類の戦士』Arrowsmith （米、1931） 監督：ジョン・フォード 
その後もラジオドラマ（1939年）、テレビシリーズ（1950～60年代）が国内で製作されている。
  - Arrowsmith （チェコ、1999） ※テレビシリーズ
- 『人罠』 Mantrap （1926）
  - Mantrap （1926）
  - Untamed （1940）
- 『エルマー・ガントリー』 Elmer Gantry （1927）
  - 『エルマー・ガントリー/魅せられた男』 Elmer Gantry （米、1960） 監督：リチャード・ブルックス
※アカデミー賞主演男優賞、助演女優賞、脚色賞を受賞。作品賞、作曲賞にもノミネート。
- The Man Who Knew Coolidge （1928）
- Dodsworth （1929）
  - Dodsworth （1934） 舞台脚本：シドニー・ハワード（Sidney Coe Howard）
  - 『孔雀夫人』 Dodsworth （米、1936） 監督：ウィリアム・ワイラー
- Ann Vickers （1933）
  - Ann Vickers （米、1933） 監督：ジョン・クロムウェル
- Work of Art （1934）
- It Can't Happen Here （1935）
  - It Can't Happen Here （1936） 舞台脚本：シンクレア・ルイス、ジョン・C.モフィット（John C. Moffitt）
  - Shadow on the Land （1968）※テレビシリーズ。別題名 United States: It Can't Happen Here
- Jayhawker （1935） ※舞台脚本
- Selected Short Stories （1935） ※短篇集
- Little Bear Bongo （1936） ※短篇小説
  - 『ボンゴ』 Bongo （米、1947） 監督：ウィリアム・モーガン
※オムニバスアニメーション映画『ファン・アンド・ファンシーフリー』 Fun and Fancy Free 中の一篇。
- The Prodigal Parents （1938）
- 『若き女優』 Bethel Merriday （1940）
- Gideon Planish （1943）
- 『夫婦物語』 Cass Timberlane （1945）
  - Cass Timberlane （米、1947） 監督：ジョージ・シドニー（George Sidney）
- 『血の宣言』 Kingsblood Royal （1947）
- 『神を求める人』 The God-Seeker （1949）
- World So Wide （1951、以降、没後出版）
- The Man From Main Street : selected essays and other writings, 1904-1950 （1953）
※エッセイおよび書簡集。著者：Melville H.Cane & Philip Allan Friedman

### その他の映像作品
- Nature Incorporeted （1916）
- The Unpainted Woman （1919） ※短篇小説から
- Ghost Patrol （1923） ※短篇小説から
- Abysmal Brute （1923） ※ジャック・ロンドンに売却した物語より
- aka. Forbidden Adventure （1931）
- Newly Rich （1931） ※Let's Play King より
- This Is The Life （1944） ※舞台演劇より

## 日本語訳
- 『本町通り』（前田河広一郎訳、新潮社） 1931
  - 『本町通り』（斎藤忠利訳、岩波文庫） 1970 - 1973
- 『妖聖ガントリー』（前田河広一郎訳、今日の問題社、ノーベル賞文学叢書2） 1940
  - 『神を求める人』（竜口直太郎訳、三笠書房） 1950
  - 『エルマー・ガントリー』（三浦新市, 三浦富美子共訳、角川文庫） 1960 - 1961
- 『若き女優』（平野花江訳、今日の問題社） 1940
- 『アロウスミスの生涯』（鵜飼長寿訳、東華堂） 1942 - 1943　
  - 『アロウスミスの生涯』(岩崎良三訳、荒地出版社、現代アメリカ文学全集18） 1958
  - 『ドクターアロースミス』（内野儀訳、小学館、地球人ライブラリー） 1997.8
- 『血の宣言』（竜口直太郎訳、リスナー社） 1949 - 1950
- 『夫婦物語』（瀬沼茂樹, 金子哲郎共訳、早川書房） 1951
- 『若者よ東へ行け / 貸馬車御者』（上野直蔵, 橋口保夫訳、英宝社） 1958
- 『バビット』(刈田元司訳、主婦の友社、ノーベル賞文学全集5） 1972